# Xã Jackson, Quận Mercer, Pennsylvania
Xã Jackson (tiếng Anh: Jackson Township) là một xã thuộc quận Mercer, tiểu bang Pennsylvania, Hoa Kỳ. Năm 2010, dân số của xã này là 1.273 người.